# JLS
A JLS (a Jack the Lad Swing rövidítése) egy angol fiúegyüttes, melynek tagjai Aston Merrygold, Oritsé Williams, Marvin Humes és JB Gill. A brit X-Faktor 2008-as évadának második helyezettjei lettek Alexandra Burke mögött, ezt követően az Epic Records szerződtette őket.
Legismertebb dalaik a 2009-es Beat Again, és a 2011-es Dev-vel közös She Makes Me Wanna című kislemezek.

## Stúdióalbumok
- JLS (2009)
- Outta This World (2010)
- Jukebox (2011)
- Evolution (2012)
- 2.0 (2021)